# Counterparts (album)
Counterparts je patnácté studiové album kanadské rockové skupiny Rush. Jeho nahrávání probíhalo od dubna do června 1993 a následně vyšlo v říjnu stejného roku. V žebříčku Billboard 200 se umístilo na druhém místě. V roce 2004 album vyšlo v remasterované verzi.

## Seznam skladeb
Všechny texty napsal Neil Peart, mimo textu ke skladbě „Between Sun & Moon,“ který napsal Peart a Pye Dubois; autory veškeré hudby jsou Alex Lifeson a Geddy Lee.
| Pořadí | Název                                   | Délka |
| ------ | --------------------------------------- | ----- |
| 1.     | Animate                                 | 6:04  |
| 2.     | Stick It Out                            | 4:30  |
| 3.     | Cut to the Chase                        | 4:47  |
| 4.     | Nobody's Hero                           | 4:59  |
| 5.     | Between Sun & Moon                      | 4:37  |
| 6.     | Alien Shore                             | 5:46  |
| 7.     | The Speed of Love                       | 5:01  |
| 8.     | Double Agent                            | 51    |
| 9.     | Leave That Thing Alone (instrumentální) | 4:06  |
| 10.    | Cold Fire                               | 4:29  |
| 11.    | Everyday Glory                          | 5:11  |

## Obsazení
- Geddy Lee – baskytara, zpěv, syntezátory
- Alex Lifeson – elektrická kytara, akustická kytara
- Neil Peart – bicí, perkuse
- Michael Kamen – aranže smyčců v „Nobody's Hero“
- John Webster – klávesy